# Lussac-les-Châteaux
Pour les articles homonymes, voir Lussac.
Lussac-les-Châteaux est une commune du centre-ouest de la France, située dans le département de la Vienne en région Nouvelle-Aquitaine.

## Géographie

### Localisation
Située à 36 km au sud-est de Poitiers, Lussac-les-Châteaux est traversée par la Vienne, à l'ouest de la ville, qui sépare Lussac de sa voisine immédiate Mazerolles.
Lussac-les-Châteaux est située à 11 km au sud-ouest de Montmorillon, la plus grande ville des environs.
La commune est proche du parc naturel régional de la Brenne.

### Communes limitrophes
| Civaux     | Chapelle-Viviers    |         |
| Mazerolles | Lussac-les-Châteaux | Sillars |
| Gouex      | Persac              |         |

### Géologie et relief

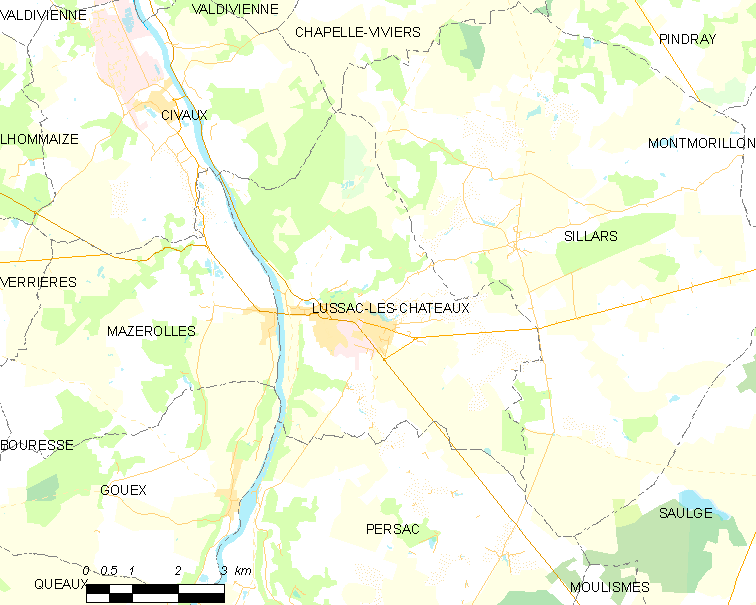
Carte des communes de Lussac-les-Châteaux.

La région de Lussac-les-Châteaux présente un paysage de plaines vallonnées plus ou moins boisées, de vallées et de bocage. Le terroir se compose :
- Sur les plateaux du seuil du Poitou :
  - pour 5 % de terres fortes : ce sont des sols composés d’argilo-calcaires moyennement profonds alternant avec des sols limoneux, riches en cailloux et blocs de meulières. Ces terres sont à tendance acide et hydromorphe. Ces sols sont communs dans toute cette région du sud du département de la Vienne.
  - pour 18 % de bornais : ce sont des sols brun clair sur limons, profonds et humides, à tendance siliceuse,
  - pour moins de 1 % de terres de brandes,
  - pour 13 % d'argile à silex peu profonde,
- dans les plaines, de groies dolomitiques pour 44 %,
- dans les vallées et les terrasses alluviales, de calcaire pour 14 %,
- pour 7 % par l'agglomération.

Le paysage de bocage dans le département de la Vienne se caractérise par des champs cultivés ou des prés enclos par des haies avec des alignements plus ou moins continus d'arbres et arbustes. Ces haies si caractéristiques contribuent à une meilleure qualité des eaux, permettent son infiltration et protègent ainsi contre l'érosion des sols. Elles constituent des zones de refuge pour la biodiversité. Elles ont, aussi, un rôle de régulation climatique et de nombreux intérêts agronomiques (brise vent, protection du bétail...). Toutefois, avec la modification des pratiques agricoles (intensification et simplification des cultures, utilisation massive d'herbicides, mécanisation) et les remembrements fonciers à partir des années 1950, elles ont laissé la place à un espace plus ouvert et sont menacées de nos jours. Ainsi, au niveau de la région Poitou-Charentes, ce sont plusieurs milliers de kilomètres de haies et d'arbres isolés qui ont disparu. On estime que 35 000 km de haies ont été supprimées depuis les années 1960, soit 36 % de perte en moyenne.
En 2006, 67,6 % de la superficie de la commune était occupée par l'agriculture, 25,1 % par des forêts et des milieux semi-naturels, 1,5 % pour les surfaces en eau et 6,3 % par des zones construites et aménagées par l'homme (voirie).
La présence de milieux naturels et semi-naturels riches et diversifiés sur le territoire communal permet d’offrir des conditions favorables à l’accueil de nombreuses espèces pour l'accomplissement de leur cycle vital (reproduction, alimentation, déplacement, refuge). Forêts, landes, prairies et pelouses, cours d’eau et zones humides, dunes et plages constituent ainsi des cœurs de biodiversité et/ou de véritables corridors biologiques.
Il y a, encore, une carrière en activité sur le territoire de la commune.

### Hydrographie
La commune est traversée par 8,3 km de cours d'eau dont les principaux sont Les Grands Moulins sur une longueur de 4 km, Les Âges sur une longueur de 4 km et la Vienne sur une longueur de 0,3 km.

### Climat
Pour des articles plus généraux, voir Climat de la Nouvelle-Aquitaine et Climat de la Vienne.
Historiquement, la commune est exposée à un climat océanique du nord-ouest.  
En 2020, Météo-France publie une typologie des climats de la France métropolitaine dans laquelle la commune est exposée à un climat océanique altéré et est dans la région climatique  Poitou-Charentes, caractérisée par un bon ensoleillement, particulièrement en été et des vents modérés.
Pour la période 1971-2000, la température annuelle moyenne est de 11,9 °C, avec une amplitude thermique annuelle de 15 °C. Le cumul annuel moyen de précipitations est de 795 mm, avec 11,6 jours de précipitations en janvier et 6,8 jours en juillet. Pour la période 1991-2020, la température moyenne annuelle observée sur la station météorologique la plus proche, située sur la commune de Montmorillon à 11 km à vol d'oiseau, est de 12,5 °C et le cumul annuel moyen de précipitations est de 781,8 mm,. Pour l'avenir, les paramètres climatiques de la commune estimés pour 2050 selon différents scénarios d’émission de gaz à effet de serre sont consultables sur un site dédié publié par Météo-France en novembre 2022.

### Voies de communication et transports
Le principal axe routier desservant Lussac est la route nationale 147 qui relie Limoges à Poitiers. La commune est aussi desservie par d'anciennes routes nationales comme la route nationale 727 qui reliait Civray à La Châtre, et la route nationale 749 qui la reliait à Château-la-Vallière.
Le TER reliant Poitiers à Limoges s'arrête en gare de Lussac.
Les autres gares ou halte ferroviaires proche de Lussac sont:
- la gare de Montmorillon à 12 km,
- la gare de Lathus à 24 km,
- la gare de Mignaloux-Nouaillé à 30 km.

Les aéroports les plus proches de  Lussac-les-Châteaux sont:
- L'aéroport international Angoulême-Cognac   à 105 km ;
- L'aéroport de Poitiers-Biard à 46 km ;
- L'aérodrome de Niort - Souché à 100 km ;
- L'aéroport de Limoges-Bellegarde à 76 km.

## Urbanisme

### Typologie
Au 1er janvier 2024, Lussac-les-Châteaux est catégorisée bourg rural, selon la nouvelle grille communale de densité à sept niveaux définie par l'Insee en 2022.
Elle appartient à l'unité urbaine de Lussac-les-Châteaux, une agglomération intra-départementale regroupant deux  communes, dont elle est ville-centre,,. La commune est en outre hors attraction des villes,.

### Occupation des sols
L'occupation des sols de la commune, telle qu'elle ressort de la base de données européenne d’occupation biophysique des sols Corine Land Cover (CLC), est marquée par l'importance des territoires agricoles (66,8 % en 2018), en diminution par rapport à 1990 (67,9 %). La répartition détaillée en 2018 est la suivante : 
zones agricoles hétérogènes (35,6 %), terres arables (30,4 %), forêts (23 %), zones urbanisées (4,6 %), zones industrielles ou commerciales et réseaux de communication (2,1 %), milieux à végétation arbustive et/ou herbacée (2 %), eaux continentales (1,5 %), prairies (0,8 %), mines, décharges et chantiers (0,1 %). L'évolution de l’occupation des sols de la commune et de ses infrastructures peut être observée sur les différentes représentations cartographiques du territoire : la carte de Cassini (XVIIIe siècle), la carte d'état-major (1820-1866) et les cartes ou photos aériennes de l'IGN pour la période actuelle (1950 à aujourd'hui).

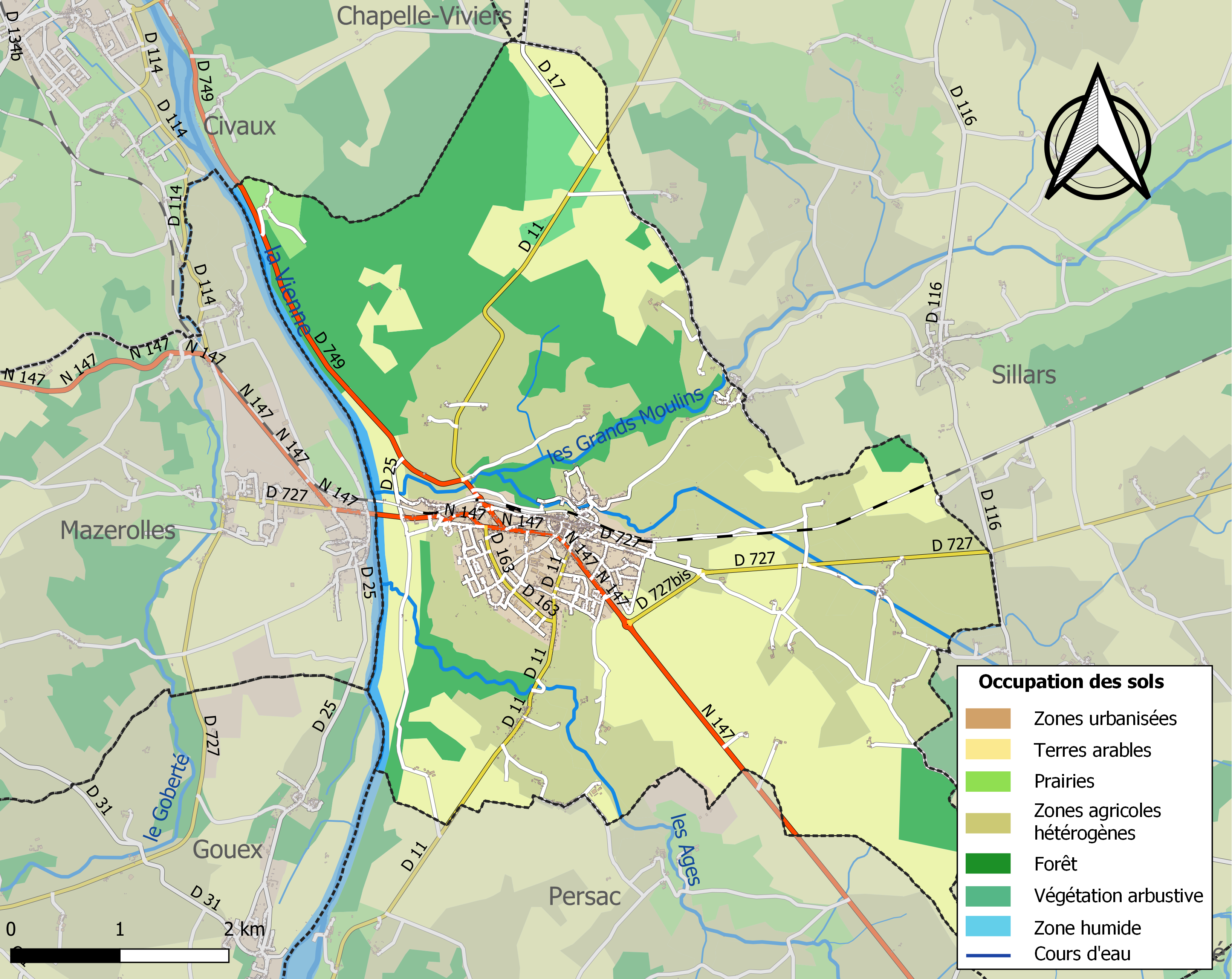
Carte des infrastructures et de l'occupation des sols de la commune en 2018 (CLC).

### Risques majeurs
Le territoire de la commune de Lussac-les-Châteaux est vulnérable à différents aléas naturels : météorologiques (tempête, orage, neige, grand froid, canicule ou sécheresse), inondations, feux de forêts, mouvements de terrains et séisme (sismicité faible). Il est également exposé à trois risques technologiques,  le transport de matières dangereuses et la rupture d'un barrage et le risque nucléaire. Un site publié par le BRGM permet d'évaluer simplement et rapidement les risques d'un bien localisé soit par son adresse soit par le numéro de sa parcelle.

#### Risques naturels
Certaines parties du territoire communal sont susceptibles d’être affectées par le risque d’inondation par débordement de cours d'eau, notamment la Vienne, les Ages, les Grands Moulins et le ruisseau de l'Ancien étang de Belplaine. La commune a été reconnue en état de catastrophe naturelle au titre des dommages causés par les inondations et coulées de boue survenues en 1982, 1993, 1995, 1999 et 2010,. Le risque inondation est pris en compte dans l'aménagement du territoire de la commune par le biais du plan de prévention des risques inondation (PPRI) de la « vallée de la Vienne "amont" - Section Availles-Limouzine/Valdivienne », approuvé le 24 décembre 2009 et par le PPRI « Vienne Communauté de Communes Vienne et Gartempe (CCVG) », prescrit le 28 janvier 2021.
Lussac-les-Châteaux est exposée au risque de feu de forêt. En 2014, le deuxième plan départemental de protection des forêts contre les incendies (PDPFCI) a été adopté pour la période 2015-2024. Les obligations légales de débroussaillement dans le département sont définies dans un arrêté préfectoral du 29 mai 2015,, celles relatives à l'emploi du feu et au brûlage des déchets verts le sont dans un arrêté permanent du 24 mai 2015,.

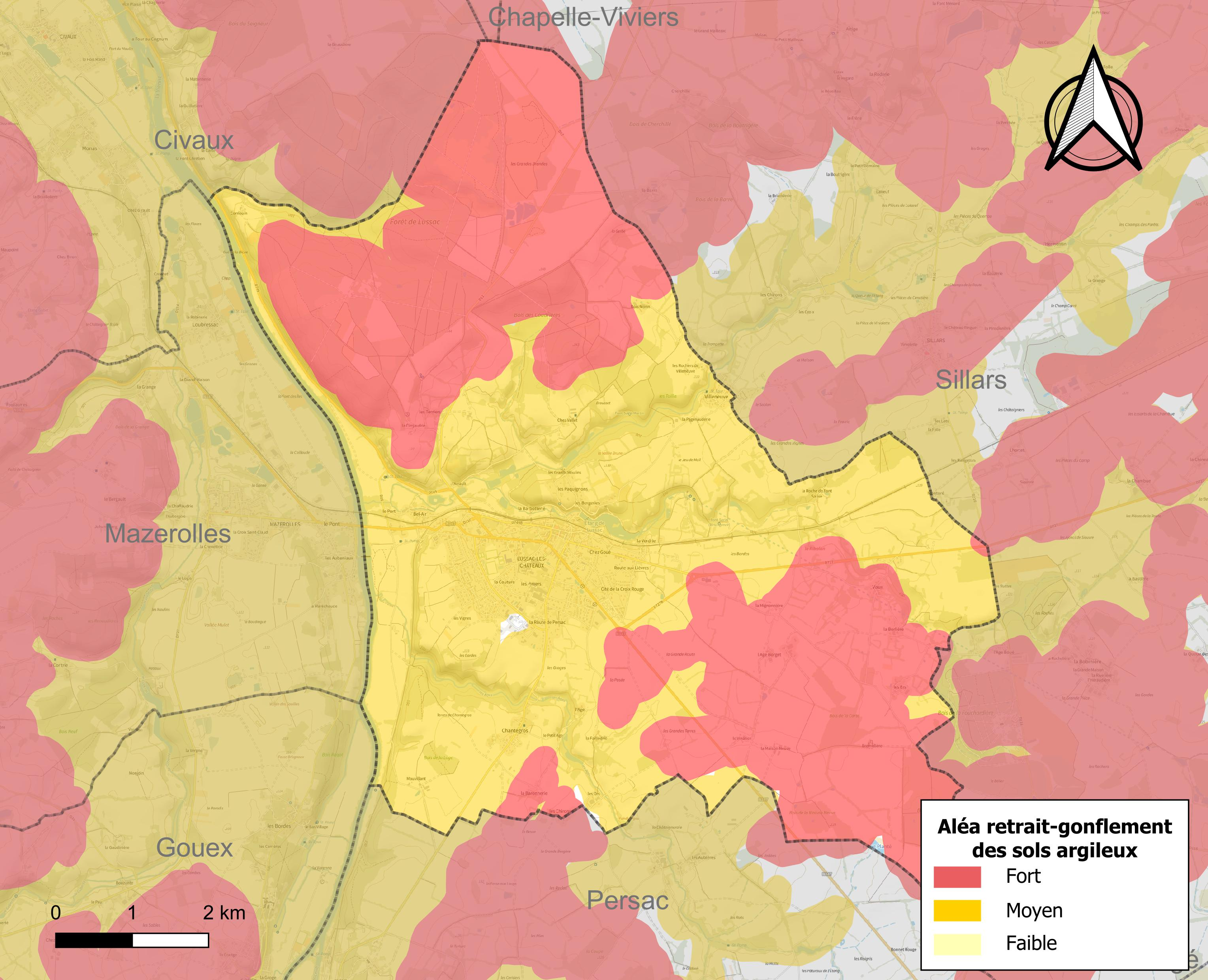
Carte des zones d'aléa retrait-gonflement des sols argileux de Lussac-les-Châteaux.

Les mouvements de terrains susceptibles de se produire sur la commune sont des affaissements et effondrements liés aux cavités souterraines (hors mines) et des tassements différentiels. Afin de mieux appréhender le risque d’affaissement de terrain, un inventaire national permet de localiser les éventuelles cavités souterraines sur la commune. Le retrait-gonflement des sols argileux est susceptible d'engendrer des dommages importants aux bâtiments en cas d’alternance de périodes de sécheresse et de pluie. 99,7 % de la superficie communale est en aléa moyen ou fort (79,5 % au niveau départemental et 48,5 % au niveau national). Depuis le 1er octobre 2020, en application de la loi ÉLAN, différentes contraintes s'imposent aux vendeurs, maîtres d'ouvrages ou constructeurs de biens situés dans une zone classée en aléa moyen ou fort,.
La commune a été reconnue en état de catastrophe naturelle au titre des dommages causés par la sécheresse en 2003, 2016, 2017, 2019 et 2020 et par des mouvements de terrain en 1999 et 2010.

#### Risques technologiques
La commune est en outre située en aval des barrages de Lavaud-Gelade et de Vassivière dans la Creuse, des ouvrages de classe A. À ce titre elle est susceptible d’être touchée par l’onde de submersion consécutive à la rupture d'un de ces ouvrages.
La commune étant située dans le périmètre du plan particulier d'intervention (PPI) de 20 km autour de la centrale nucléaire de Civaux, elle est exposée au risque nucléaire. En cas d'accident nucléaire, une alerte est donnée par différents médias (sirène, sms, radio, véhicules). Dès l'alerte, les personnes habitant dans le périmètre de 2 km se mettent à l'abri. Les personnes habitant dans le périmètre de 20 km peuvent être amenées, sur ordre du préfet, à évacuer et ingérer des comprimés d’iode stable,,.

## Toponymie
Le nom du bourg proviendrait de l'anthroponyme gallo-romain « Lucius » avec le suffixe latin de propriété « -acum » et signifiant « domaine de Lucius ».

## Histoire

### Paléolithique
L'importance de l'art préhistorique de Lussac-les-Châteaux est attestée par la présence d'une grande quantité de pièces de mobilier archéologiques originales au musée de Préhistoire de la ville mais aussi au musée Sainte-Croix à Poitiers et au Musée d'Archéologie nationale de Saint-Germain-en-Laye.
À partir de matériel tiré de la grotte de la Marche, Lussac est éponyme pour un type de sagaie : la « sagaie de Lussac-Angles », courte et épaisse à rainure longitudinale, est plus ou moins considérée comme un fossile directeur du Magdalénien III (ou Magdalénien moyen, 16 500-14 500 ans AP). La notion de « culture de Lussac-Angles » est abordée par Jacques Allain, qui introduit l'expression « pointe de sagaie de type Lussac-Angles » dès 1957 ; en 2013 Christophe Delage en fait une étude minutieuse.

#### Les Rochers de Villeneuve
Situation, description
Cette grotte se trouve à environ 1,8 km au nord-est de Lussac, dans la vallée du ruisseau des Grands Moulins (affluent de la Vienne, immédiatement à l'est du village de Villeneuve. Elle fait partie d'un système karstique creusé dans une formation de calcaire du Gogger, long d'environ 10 m et large de 4 m. Elle est à 20 m au-dessus du ruisseau (donc à environ 110 m d'altitude) et s'ouvre vers l'est par un porche de 4 m de large pour 1,6 m de hauteur en son centre. Une fissure orientée nord-sud traverse la partie ouest de la grotte. À l'extrémité nord de cette fissure, la cavité débouche sur le plateau par une ouverture d'environ 1 m par 60 cm. À son extrémité sud, elle se prolonge par un tunnel d'une dizaine de mètres de long. Au sud-ouest, un tunnel surmonté d'une voûte écroulée communique avec l'extérieur. La topographie de la grotte aux temps préhistoriques est difficile à retrouver à cause des éboulements,.
Historique
En 1969 Pierre Boutin et André Chollet font un sondage devant la grotte et y trouvent un niveau moustérien avec de l'industrie lithique et des os de bovins, d'équidés et d'hyènes ; ils interprètent ce niveau comme étant principalement un repaire d'hyènes.
Cédric Beauval dirige des fouilles de 1999 à 2003, sur 30 m2, à deux endroits : la pièce principale et la terrasse. La zone archéologique principale est la moitié sud de la pièce principale, qui a livré environ 6 300 objets sur trois niveaux stratigraphiques. Au début des années 2000 Jean-Guillaume Bordes entreprend une étude technologique détaillée de la couche J, et M. Déchary et F. Dupont proposent une première étude des matières premières de cette couche, complétée par J Primault.
Stratigraphie
- Couche SJ

Ce niveau est le plus ancien. Il est sableux, de couleur jaune, avec quelques fragments d'os mais sans silex.
- Couche N

Ce niveau intermédiaire est un limon brun foncé très riche en os de faune et en denticulés moustériens à débitage discoïde. Les os de cette couche se sont généralement mal préservés.
- Couche J

La couche la plus récente est du limon brun clair avec des vestiges abondants de faune et quelques pièces lithiques moustériennes, dont des denticulés et de grands grattoirs à débitage discoïde et Levallois. Dans la région, cette forme de grattoirs est souvent associée à des assemblages humains et d'hyènes mélangés. La couche J a fourni la plupart du matériel archéologique et le fémur humain.
Dans la couche J, le silex gris ponctué du Bajocien est le plus usité. Il se trouve sur le plateau près de la grotte, en bancs directement dans le rocher mais il est là nettement carbonaté et ressemble plus à de la chaille qu'à du silex, ce qui rend la taille malaisée ; il se trouve aussi en blocs dans la pente en contrebas de la grotte, où il est moins carbonaté et plus facile à travailler. Ce dernier est la source la plus fréquemment utilisée pour les outils de la couche J,. Les autres silex utilisés sont le silex brun bioclastique du Gouex – Mazerolles (de très bonne qualité, à moins de 5 km au sud-ouest), le silex gris zoné de Civaux (à moins de 5 kilomètres vers l'ouest), le silex éocène (à seulement quelques centaines de mètres au-dessus de la grotte mais peu utilisé), du silex du Turonien supérieur (de la région proche du Grand-Pressigny (à une cinquantaine de kilomètres au nord-est) et de Coussay (à 30 kilomètres dans la même direction), et le silex aspéroïde du Lias (gîtes primaires les plus
proches à 40 kilomètres en amont de la vallée de la Vienne, d'après Fouéré 1994, mais Primault en a récolté quelques petits blocs altérés dans les alluvions de la Vienne jusqu’à Gouex, à moins d'une dizaine de kilomètres vers le sud-ouest). Un beau racloir est taillé sur du silex oolithique translucide et homogène dont le gisement connu le plus proche est dans la vallée de la Gartempe, à une quinzaine de kilomètres, mais il existe peut-être un ou des gisements plus proches non documentés.
Les os de cette couche ont bénéficié d'une excellente préservation. 

En 2005-2006 G. Asselin étudie l'industrie lithique moustérienne des couches J et N.
Intégrité des couches
L'étude des microsédiments a montré que les dépôts ont été moyennement affectés par plusieurs cycles périglaciaires de gel-dégel, qui ont déplacé certaines pièces archéologiques et paléontologiques. Cette cryoturbation a agi principalement en faisant remonter les plus grosses pièces. Mais 278 fragments d'os ont pu être remontés (rassemblés) pour reconstituer 113 os (dont 215 et 85 respectivement dans la couche J) ; aucun de ces remontages n'a rassemblé des fragments répartis entre la couche J et l'une des deux autres couches, et seulement un remontage a rassemblé des fragments répartis sur les deux couches les plus profondes. Les mouvements des artefacts ont donc eu lieu seulement au sein de chaque niveau et restées intègres.
Hyènes et humains
L'occupation humaine du niveau J est une série de brefs épisodes au cours desquels les humains exploitaient des carcasses d'animaux, principalement bison, cheval et renne. Ils ont utilisé en majorité les silex disponibles dans les environs proches pour fabriquer des grattoirs du Paléolithique moyen. Aucune structure d'habitat n'a été conservée mais des os brûlés indiquent l'existence de foyers.
Les hyènes (Crocuta crocuta spelaea), qui chassent les mêmes proies que les humains, ont accumulé des os souvent cassés ou attaqués par les acides digestifs, des coprolithes et des dents déciduales.  Leur occupation des lieux a été importante, comme démontré par la rareté des objets lithiques (moins de 5% des 3 510 objets archéologiques de ce niveau J).
Les occupations par les hyènes et par les humains se sont succédé à de courts intervalles : plusieurs os (cheval et bison) portent des marques de coupures (activité humaine) et de morsure d'hyène. Sur une vertèbre de cheval, les marques de dents d'hyène se superposent avec les marques d'objet lithique ; les restes d'animaux devaient être raisonnablement frais pour que les hyènes les exploitent après le départ des humains. La diaphyse fémorale humaine a été fortement rongée par des carnivores, probablement des hyènes. Cet humain a pu être une proie ou bien son corps a été consommé après sa mort ; dans tous les cas, les deux espèces ont dû vivre dans une étroite proximité l'une de l'autre.
Autre faune
La couche J a aussi livré des vestiges d'autres carnivores, dont le loup (Canis lupus), le lion des cavernes (Panthera leo spelaea), l'ours (Ursus arctos) et surtout le renard (Vulpes vulpes et peut-être renard polaire Alopex lagopus). Certains de leurs os sont marqués par les hyènes : ils ont pu être des proies ou bien être morts dans la grotte dans des périodes où celle-ci était inoccupée.
Fémur humain
En 2002 la couche J a livré une diaphyse partielle de fémur. Datée par carbone 14 à 40 700 ans AP (Paléolithique moyen), c'est l'un des plus récents vestiges de Néandertaliens connus. La couche stratigraphique dans laquelle il a été trouvé témoigne d'un habitat occupé en alternance par les carnivores - essentiellement les hyènes - et par les humains. La morphologie de ce fémur et son ADN l'apparentent aux Néandertaliens et le distinguent nettement des humains anatomiquement modernes. Mais l'emplacement du corps de l'os cortical le situe entre les Néandertaliens du Paléolithique moyen et le Néandertalien du Châtelperronien de la Roche à Pierrot à Saint-Césaire (Charente-Maritime), ce qui renforce l'hypothèse du changement de mode de locomotion à l'aube de l'arrivée en Europe des humains modernes.

#### Grotte de La Marche
La grotte de La Marche (classée monument historique en 1970) est explorée en 1914 par Henri Lavergne, qui n'y trouve que quelques outils de silex et rien qui n'y retienne son attention. 
Elle est fouillée à partir de 1937 par Léon Péricard et Stéphane Lwoff, qui y découvrent une quantité de plaquettes de calcaire gravées reposant sur ou dans une couche stratigraphique du Magdalénien III (classification Breuil, environ 15 000 ans av. J.-C.). Les dessins, d'une grande qualité graphique (précision du trait‚ sens du mouvement des sujets), représentent divers animaux (mammouths‚ antilopes‚ félins‚ cervidés) et une série de silhouettes humaines (chose rare pour cette époque) parmi lesquelles des corps de femmes enceintes et des visages masculins.
La grotte a aussi livré de très nombreux outils en silex‚ en os ou en bois de renne : burins‚ grattoirs‚ perçoirs‚ aiguilles‚ bâtons percés. Des vitrines du musée de Préhistoire de La Sabline sont consacrées à cette grotte.
Gisement lithique de premier ordre et premier site majeur découvert pour les plaques gravées, elle reçoit deux visites de Henri Breuil entre 1939 et 1940.

#### Grotte de l'Ermitage
La grotte de l'Ermitage, occupée par les Néandertaliens‚ est fouillée par Amédée Brouillet (1865), Longuemar, Tartarin (de Montmorillon) et Dumaire (1885), Henri Breuil (1905), Capitaine Bourlon et Stéphane Lwoff (1938), Léon Péricard et Stéphane Lwoff (1939) et Louis Pradel (1953).
Des milliers d'outils y sont trouvés.[réf. nécessaire]

#### Grotte des Plumettes
Situation, description
La grotte des Plumettes se trouve à environ 1,3 km au nord-ouest du centre de Lussac, dans la vallée d'un petit ruisseau saisonnier qui prend naissance dans le bois des Coudrières et descend vers le sud pour rejoindre l'Arrault à une centaine de mètres en aval des Grands Moulins.
C'est une petite cavité de 40 m2 creusée dans un joint de stratification entre des dalles dolomitiques du Tertiaire, à environ 107 m d'altitude. À une douzaine de mètres au sud de trouve un autre locus sur une terrasse,,.
Historique
Elle est fouillée par Jean Airvaux de 1982 à 1986. Lors de sa découverte, elle est comblée par des sédiments.
Stratigraphie
Celle-ci inclut quatre ensembles archéologiques (II, IV, VI et VIII) et dix couches sédimentaires. Les niveaux VI et VIII sont constitués de vestiges provenant du niveau IV et piégés dans des dépressions. Identifiés dans le porche de la cavité (« secteur V »), le niveau II forme l'ensemble supérieur et les niveaux IV, VI et VII l'ensemble inférieur. Mais leur matériel archéologique a été perturbé par des animaux fouisseurs, quoique par endroits la couche IV soit bien préservée et se distingue nettement des couches sus-jacentes. Une datation au carbone 14 du niveau IV a donné un âge supérieur à 45 000 ans AP ; la faune de ce niveau est représentative d'un milieu ouvert, plutôt sec et relativement froid. 

La couche II, nettement séparée de la couche IV par une couche III stérile, a livré une industrie châtelperronienne.
La terrasse, ou « secteur A », a livré de l'industrie gravettienne.
Matériel lithique
- Grotte

Le matériel lithique de la grotte compte moins de cent pièces, caractéristiques d'une production du Paléolithique moyen.
Le niveau II, plus riche que le niveau IV (69 pièces contre 27) contient également quelques pièces résultant d'un débitage laminaire dont certaines, avec un dos à retouches abruptes, se rapprochent peut-être des pièces châtelperroniennes,. Deux sites châtelperroniens proches se trouvent aux Cottés (33 km nord-nord-est) et à la Grande Roche (Quinçay).
Le niveau 4 contient peu de pièces mais certaines sont remarquables par leurs dimensions (entre 120 et 130 mm). L'une d'elles est en silex du Turonien supérieur de la région du Grand-Pressigny mais la majorité des pièces sont d'origine locale, en silex du Bajocien de qualité moyenne, gris ou brun ponctué, présent dans la vallée de la Vienne et en contrebas de l'abri des Plumettes.

#### Grotte des Fadets
La grotte des Fadets, de type karstique, se trouve à quelque 500 m de la grotte de la Marche. Elle est découverte en 1862. Elle est fouillée dès 1864 par Amédée Brouillet puis en 1905 par Henri Breuil, en 1937 par le docteur Robert Soueix, le propriétaire de la grotte Léon Péricart et Stéphane Lwolf. Elle est de nouveau fouillée en 1962 par Stéphane Lwoff et à partir de 1980 par Jean Airvaux et André Chollet. 

Elle a livré des vestiges moustériens remaniés, des couches solutréennes et magdaléniennes. Une datation place cette occupation magdalénienne à 15 300 AP.
Parmi les objets trouvés par A. Brouillet figurent de nombreuses plaques en calcaire gravées, une flèche barbelée‚ un poinçon orné et un fragment d'os sur lequel apparaît le dessin d'un cheval et d'un bœuf. Au total, 170 plaquettes représentant des humains et des animaux, de nombreux outils en pierre et en os et des objets d'art mobilier ont été trouvés dans la grotte. Les outils sont attribués à Homo sapiens et sont datés d'environ 15 000 ans. En 2012 une nouvelle étude du matériel recueilli a reconnu les dents de quatre Homo sapiens attribués au Paléolithique (sans indication précise de la couche exacte d'origine). La grotte a été occupée dès le Magdalénien moyen‚ mais la découverte de tuiles romaines‚ de pièces de monnaie et d'un sceau médiéval montre qu'elle a servi de refuge tout au long de l'histoire.

#### Réseau Guy-Martin
Le réseau Guy-Martin se trouve à quelques mètres au-dessus de la grotte de la Marche. Il est découvert en juin 1990 par des spéléologues. Hérissée de nombreuses stalactites[réf. nécessaire], c'est une petite grotte ornée qui correspond au prolongement d'une petite cavité s'ouvrant vers le sud-ouest au sommet de la falaise. Ce petit réseau karstique inclut trois salles. L'une d'elles, à 15 m de l'entrée, abrite un ensemble majeur de gravures représentant mammouth, cheval et un nouveau-né humain associé à trois vulves gravées. Des vestiges osseux du remplissage sont datés à 14 240± 85 ans AP, donc du Magdalénien moyen (Magdalénien III selon la classification de Breuil).

#### Grotte de la Tannerie
Situation
Elle se trouve en rive droite (côté nord) du ruisseau du Moulin à une centaine de mètres en amont de la grotte du la Marche. Son ouverture est large de 4 m et haute de 4 m ; sa profondeur est de 3 m. Une partie de sa corniche est effondrée.
Stratigraphie
Elle n'a qu'un seul niveau archéologique, que Louis Pradel attribue au Solutréen supérieur et qui est en grande partie détruit par des constructions anciennes.
Industrie lithique
Pradel y a recueilli des feuilles de laurier dont une belle pièce élancée en silex calcédonieux translucide ; quelques feuilles de saule (feuilles de laurier en plus allongé) ; deux pointes à cran de travail soigné - en particulier en jaspe rouge violet dont le cran est très dégagé - ; quelques lamelles à bord abattu ; d'assez nombreuses lames ; des burins droits et des burins d'angle à troncature non retouchée ou retouchée ; un double burin d'angle sur fragment de feuille de laurier ; des grattoirs dont les plus nombreux, simples ou doubles, sont sur bout de lame, mais aussi de rares grattoirs concaves et circulaires ; des perçoirs ; des nuclei dont certains ont été utilisés comme rabots et grattoirs nucléiformes.
Industrie sur os
Elle est pauvre. Pradel cite seulement une sagaie à base à biseau simple et un lissoir présentant de fortes traces d'ocre.
Art
Une côte est ornée de profondes incisions transversales. D'autres pièces sont un os coché, une dent de loup percée d'un trou de suspension et ornée de quelques traits parallèles autour des deux côtés de la perforation, des merrains de renne portant de fines incisions parallèles.
Vestige humain
La base de la couche a livré un morceau de la partie gauche d'un maxillaire inférieur d'adulte, portant la deuxième prémolaire et la première molaire. Entre ces deux dents se trouve un important dépôt de tartre.

### Néolithique
Plus tard, l'homme a continué à vivre sur ce territoire. Le dolmen de Loubressac témoigne d'une présence humaine à l'époque néolithique. Des tribus dispersées sur les rives de la Vienne ont laissé des sépultures mégalithiques dont il ne reste aujourd'hui que peu de choses. Recouvertes d'une butte de terre rapportée‚ ces tables de pierre portées par des socles verticaux formaient une chambre funéraire. Différentes hypothèses ont été émises pour expliquer ces monuments néolithiques (datant d'environ 4 000 à 2 000 ans avant notre ère)[réf. nécessaire].

### Époque gallo-romaine
Selon la tradition locale‚ la cité devint Luciago‚ le domaine du chef de tribu Lucius[réf. nécessaire]. Certaines découvertes laisseraient supposer une organisation sociale et une vie artistique : dans la campagne environnante des toponymes (les Vaux, Villars...) pourraient faire penser que des propriétaires de villae gallo-romaines auraient vécu de travaux agricoles, des éléments de poteries‚ des monnaies sont parfois retrouvés... À 10 kilomètres au nord, Civaux est bien connu pour sa nécropole mérovingienne (15 000 sarcophages, dit-on) et son musée archéologique.[évasif]
Les habitants utilisaient déjà la rivière comme moyen de communication.

### Moyen Âge
Typologie urbaine : il semble que Lussac appartienne à la famille des cités médiévales nées autour de châteaux construits lors du mouvement féodal, lorsque le morcellement du pouvoir central nécessita la création de places fortes, notamment sur les frontières provinciales (marches), pour lutter contre les appétits de terre des seigneurs guerriers voisins. Le seigneur de Lussac était vassal du comte de La Marche (Limousin) et devait défendre cette zone frontalière avec le Poitou.
Selon certaines sources‚ le château aurait été construit vers 780. Il n’est indiqué cependant pour la première fois dans les archives qu’en 1065 comme appartenant à la famille Conis de Saint-Germain.[réf. nécessaire]
Pendant deux siècles, il n’appartient qu’à deux familles. Sir John Chandos est nommé sénéchal du Poitou en 1369 par le roi d’Angleterre et s’installe à Poitiers.
John Chandos ne pouvait voir sans une certaine « contrariété » les Français reprendre pied dans sa province. En effet‚ Jean de Kerlouet, le Breton, et Louis de Saint-Julien seigneur de la Trimouille, avaient repris Lusignan‚ La Roche-Posay et Saint-Savin‚ à quelques lieues de Poitiers. Il décida donc de reconquérir l’abbaye de Saint-Savin par surprise et de nuit. Mais‚ se croyant repérée‚ la troupe rebroussa chemin en passant par Chauvigny puis en longeant la Vienne jusqu’au pont de Lussac.
Les Français‚ sans se douter de leur présence‚ avaient décidé de suivre le même trajet pour harceler d’éventuelles troupes anglaises. Les adversaires se rencontrèrent au pont de Lussac où le combat s’engagea. Un sol mouillé et son manteau trop long firent glisser Chandos. Jacques de Saint-Martin‚ un écuyer de la maison du sire de Bagnac (selon Jean Froissart) ou Guillaume Boitel, selon les historiens des XVIIe et XIXe siècles, lui porta un coup de lance (7bis). Son oncle Edward Twyford‚ le corps de son neveu entre les jambes‚ repoussa les assaillants. Un de ses écuyers transperça de son épée les deux cuisses de Jacques de Saint-Martin qui mourut trois jours plus tard à Poitiers.
Le sénéchal John Chandos fut couché sur un grand pavois et transporté au château de Morthemer qui était la forteresse anglaise la plus proche. Il y mourut le 1er janvier 1370 après un jour et une nuit d’agonie. Il avait environ 55 ans.
Quand la nouvelle de sa mort parvint à la cour d’Édouard III en Angleterre et‚ en Guyenne‚ à celle du dauphin « Le Prince Noir », la désolation fut grande. John Chandos était non seulement un grand homme de guerre à l’instar de Bertrand du Guesclin‚ mais aussi un administrateur habile et un sage politique.
Un cénotaphe fut érigé pour commémorer l’endroit où il tomba. Ce monument a été depuis déplacé dans la commune voisine de Mazerolles.
En 2015, un trésor monétaire fut trouvé à Lussac les Châteaux (circonstances non communiquées) : "Les pièces.........datent des XIIIe et XIVe siècles. Presque toutes (176) sont des hardis d'argent frappés à l'effigie d'Edouard de Woodstock, aussi connu sous le surnom de Prince noir. Fils du roi d'Angleterre Édouard III, il fut prince d'Aquitaine de 1362 à 1372 (dans la première moitié de la guerre de Cent Ans). Les hardis trouvés à Lussac provenaient de six ateliers distincts, Poitiers, Figeac, Agen, Limoges, La Rochelle et Bordeaux. Le trésor comprend également cinq pièces étrangères attribuées au comté de Hainaut, dans le Saint-Empire Romain germanique et trois pièces royales portant la mention « Philippus rex », qui désigne le roi Philippe IV le Bel (1268-1314)."
Il a été remis à la commune en 2017 par son inventeur qui a demandé l'anonymat sur son identité et les circonstances de la découverte.
Bertrand Du Guesclin reprend le château aux Anglais en 1372.

### Temps modernes
En 1492, le seigneur Taveau de Morthemer fait creuser l'étang alimentant les douves du château. En 1519‚ Renée Taveau de Morthemer‚ héritière du château, épouse François de Rochechouart, seigneur de Mortemart. Le château forme alors un gros quadrilatère avec tours d'angle‚ chemin de ronde et souterrains. Sa masse imposante se dessine entre l'étang et le village.
En 1569, pendant les guerres de Religion, le château est pris et saccagé par les troupes protestantes de l'amiral de Coligny. Il est ensuite démantelé par la population qui se sert des pierres pour construire des habitations.
Aux XVIe et XVIIe siècles, le bourg est actif et prospère grâce à la production et au commerce de la serge.

### Époque contemporaine
Durant la Révolution française, pour suivre le décret de la Convention du 25 vendémiaire an II invitant les communes ayant des noms pouvant rappeler les souvenirs de la royauté, de la féodalité ou des superstitions, à les remplacer par d'autres dénominations, la commune change de nom pour Lussac-sur-Vienne (11 septembre 1793).
Au XIXe siècle, une ligne de chemin de fer reliait la commune de Saint-Saviol à celle de Lussac-les-Châteaux en desservant Civray (Vienne). Cette voie unique était longue de 64 km. Elle fut construite en plusieurs étapes par la Compagnie PO (Paris-Orléans). La première étape : la section Saint-Saviol-Civray-Charroux (Vienne), longue de 17 km a été inaugurée le 15 novembre 1886. La deuxième portion : Charroux-Le Vigeant-Lussac-les-Châteaux, longue de 47 km, fut mise en service cinq ans plus tard soit le 10 août 1891.
La salle des fêtes communale est inaugurée le 25 septembre 1943.
De violents combats ont lieu entre les FFI et la Wehrmacht le 5 août 1944,.
En 1948, pour célébrer le centenaire de la Révolution française de 1848 et de la Deuxième République, un arbre de la liberté est planté.

## Politique et administration

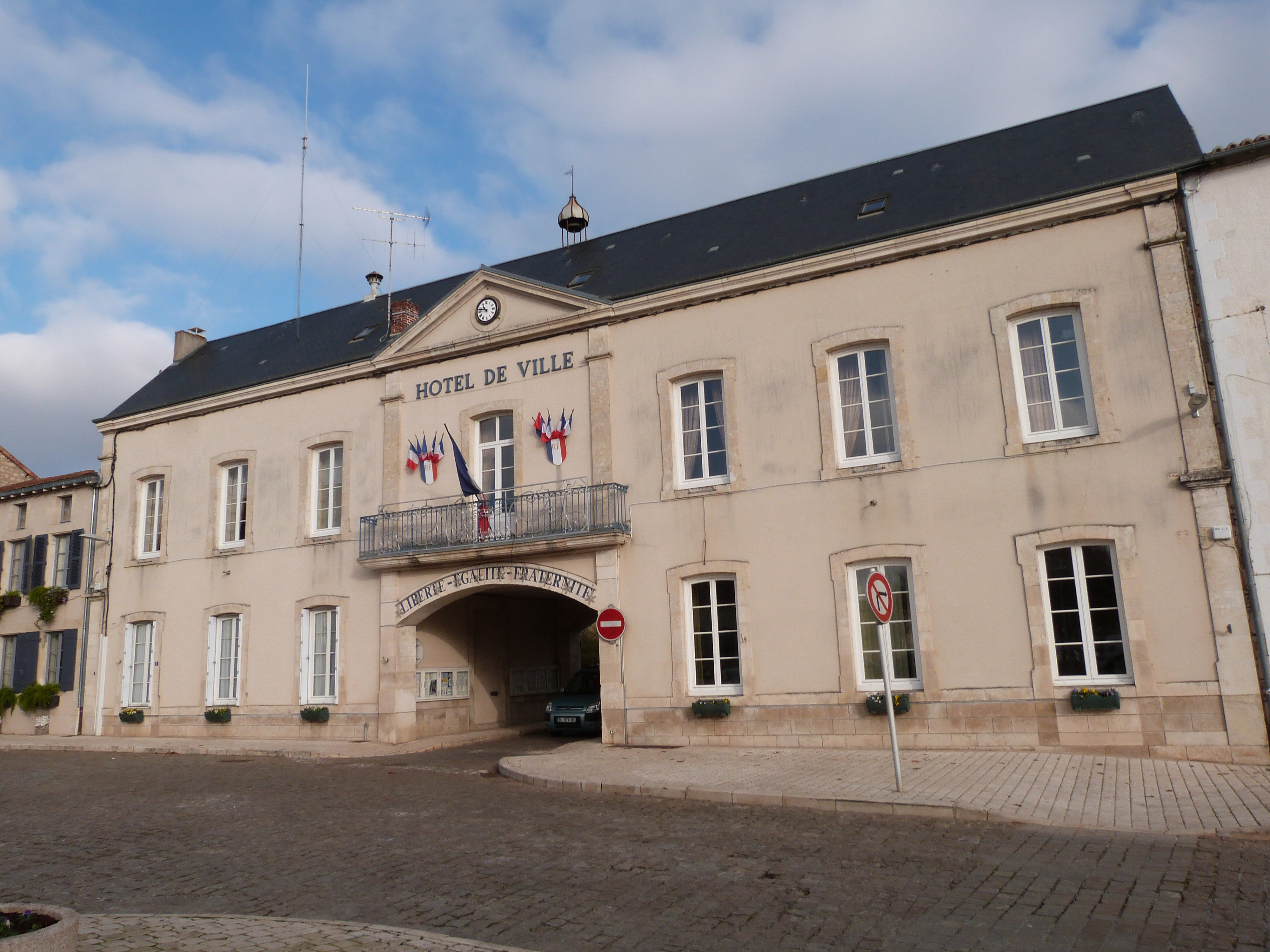
Mairie de Lussac-les-Châteaux

### Intercommunalité
Depuis 2015, Lussac-les-Châteaux est dans le canton de Lussac-les-Châteaux (No 10) du département de la Vienne. Avant la réforme des départements, Lussac-les-Châteaux était dans le canton No 14 de Lussac-les-Châteaux dans la 3e circonscription.

### Tendances politiques et résultats
En 2014 les élections municipales ont été remportés par Annie Lagrange (UMP). 

### Instances judiciaires et administratives
La commune relève du tribunal d'instance de Poitiers, du tribunal de grande instance de Poitiers, de la cour d'appel  de Poitiers, du tribunal pour enfants de Poitiers, du conseil de prud'hommes de Poitiers, du tribunal de commerce de Poitiers, du tribunal administratif de Poitiers et de la cour administrative d'appel  de  Bordeaux, du tribunal des pensions de Poitiers, du tribunal des affaires de la Sécurité sociale de la Vienne, de la cour d’assises de la Vienne.

### Services publics
Les réformes successives de La Poste ont conduit à la fermeture de nombreux bureaux de poste ou à leur transformation en simple relais. Toutefois, la commune a pu maintenir le sien.
Cependant, le guichet du trésor public a quant à lui disparu au profit d'une présence ponctuelle en mairie.

### Politique environnementale

#### Traitement des déchets et économie circulaire
La commune a aménagé une déchèterie sur son territoire.

## Population et société

### Démographie
L'évolution du nombre d'habitants est connue à travers les recensements de la population effectués dans la commune depuis 1793. Pour les communes de moins de 10 000 habitants, une enquête de recensement portant sur toute la population est réalisée tous les cinq ans, les populations de référence des années intermédiaires étant quant à elles estimées par interpolation ou extrapolation. Pour la commune, le premier recensement exhaustif entrant dans le cadre du nouveau dispositif a été réalisé en 2005.

En 2022, la commune comptait 2 261 habitants, en évolution de −2,63 % par rapport à 2016 (Vienne : +0,6 %, France hors Mayotte : +2,11 %).
| 1793  | 1800  | 1806  | 1821  | 1831  | 1836  | 1841  | 1846  | 1851  |
| ----- | ----- | ----- | ----- | ----- | ----- | ----- | ----- | ----- |
| 1 224 | 1 104 | 1 112 | 1 248 | 1 248 | 1 581 | 1 534 | 1 656 | 1 710 |

| 1856  | 1861  | 1866  | 1872  | 1876  | 1881  | 1886  | 1891  | 1896  |
| ----- | ----- | ----- | ----- | ----- | ----- | ----- | ----- | ----- |
| 1 747 | 1 754 | 2 099 | 1 791 | 1 837 | 1 737 | 1 842 | 1 847 | 1 799 |

| 1901  | 1906  | 1911  | 1921  | 1926  | 1931  | 1936  | 1946  | 1954  |
| ----- | ----- | ----- | ----- | ----- | ----- | ----- | ----- | ----- |
| 1 952 | 1 962 | 1 783 | 1 687 | 1 776 | 1 720 | 1 767 | 1 883 | 1 883 |

| 1962  | 1968  | 1975  | 1982  | 1990  | 1999  | 2005  | 2006  | 2010  |
| ----- | ----- | ----- | ----- | ----- | ----- | ----- | ----- | ----- |
| 2 043 | 2 086 | 2 201 | 2 217 | 2 297 | 2 532 | 2 407 | 2 381 | 2 346 |

| 2015  | 2020  | 2022  | - | - | - | - | - | - |
| ----- | ----- | ----- | - | - | - | - | - | - |
| 2 321 | 2 271 | 2 261 | - | - | - | - | - | - |

La densité de population de la commune est de 84 hab./km2. Celle du département est  de 61 hab./km2. Elle est de 68 hab./km2 pour la région Poitou-Charentes et de 115 hab./km2 pour la France (INSEE- 2008).
Les dernières statistiques démographiques pour la commune de Lussac les Châteaux ont été fixées en 2009 et publiées en 2012. Il ressort que la mairie administre une population totale de 2 430 personnes. À cela il faut soustraire les résidences secondaires (79 personnes) pour constater que la population permanente sur le territoire de la commune est de 2 351 habitants.
La répartition par sexe de la population est la suivante :
- en 1999 : 47,8 % d'hommes et 52,2 % de femmes ;
- en 2005 : 46,7 % d'hommes et 53,3 % de femmes ;
- en 2010 : 49,4 % d'hommes pour 50,6 % de femmes.

En 2005 :
- le nombre de célibataires était de : 26,8 % dans la population ;
- les couples mariés représentaient 54,9 % de la population ;
- les divorcés représentent 4,9 % ;
- le nombre de veuves et veufs était de 13,4 %.

### Enseignement
La commune de Lussac-les-Châteaux dépend de l'Académie de Poitiers (rectorat de Poitiers) et les écoles primaires de la commune dépendent de l'Inspection académique de la Vienne. Elle possède une école publique maternelle Jean Rostand ainsi qu'une école publique primaire et une école privée.
Étant chef-lieu de canton et de communauté de communes (jusqu'au 1er janvier 2017, date à laquelle la communauté de communes du Lussacois a fusionné avec la communauté de communes du Montmorillonnais), Lussac possède un collège (collège Louise Michel) où étudient plus de 500 élèves (2023) et où travaillent une trentaine de professeurs. C'est l'un des rares collèges ruraux à proposer l'option latin et trois LV2 (allemand, espagnol et portugais). Les élèves sont ensuite envoyés, s'ils le souhaitent, au lycée général et technologique Jean Moulin, au lycée professionnel Raoult Mortier ou encore au lycée professionnel agricole Jean Marie Bouloux, tous trois à Montmorillon, qui sont les lycées de secteur.

### Sport
Associations sportives de Lussac :
- Sports Equestres Régionaux,
- Association Sportive Lussacoise,
- Carpe Lussacoise,
- Club de Tennis,
- Cyclos Randonneurs,
- Judo-Jujitsu-Bodyform,
- Joyeuse Pédale Cantonale Lussacoise,
- Pétanque Lussacoise,
- Association Communale de Chasse Agréée.

## Économie

### Agriculture
Selon la Direction régionale de l'Alimentation, de l'Agriculture et de la Forêt de Poitou-Charentes, il n'y a plus que 14 exploitations agricoles en 2010 contre 25 en 2000.
Les surfaces agricoles utilisées ont diminué et sont passées de 1 330 hectares en 2000 à 963 hectares en 2010. 35 % sont destinées à la culture des céréales (blé tendre essentiellement mais aussi orges et maïs), 46 % pour le fourrage et 8 % reste en herbe. En 2000,un hectare (0 en 2010) était consacré à la vigne.
5 exploitations en 2010 (contre 7 en 2000) abritent un élevage de bovins (523 têtes en 2010 contre 435 têtes en 2000). 8 exploitations en 2010 (contre 17 en 2000) abritent un élevage d'ovins (1 110 têtes en 2010 contre 3 507 têtes en 2000). Cette évolution est conforme à la tendance globale du département de la Vienne. En effet, le troupeau d’ovins, exclusivement destiné à la production de viande, a diminué de 43,7 % de 1990 à 2007. En 2011, le nombre de têtes dans le département de la Vienne était de 214 300.
La transformation de la production agricole est de qualité et permet aux exploitants d’avoir droit, sous conditions, aux appellations et labels suivants :
- Beurre Charentes-Poitou (AOC)
- Beurre des Charentes (AOC)
- Beurre des Deux-Sèvres (AOC)
- Veau du Limousin (IGP)
- Agneau du Poitou-Charentes (IGP)
- Porc du Limousin (IGP)
- Jambon de Bayonne (IGP)

### Tourisme
Lussac peut proposer 37 chambres réparties sur 2 hôtels ainsi que des chambres d'hotes
67 emplacements répartis sur un seul et unique camping sont disponibles sur la commune.

### Commerce
Lussac-les-Châteaux, en 2020, dispose de commerces :
- deux boulangeries ;
- un fleuriste ;
- deux supermarchés ;
- un magasin d'optique ;
- une station-service ;
- un magasin d'électroménager ;
- une grande surface de bricolage ;
- une épicerie ;
- une pharmacie ;
- trois restaurants ;
- trois hôtels ;
- quatre coiffeurs ;
- une bijouterie.

Un marché est organisé tous les vendredis matin sur la place Leclerc.
Une foire est organisée le premier jeudi de chaque mois

### Activité et emploi
Le taux d'activité était de 69,4 % en 2005 et 67,9 % en 1999.
Le taux de chômage en 2005 était de 9,6 % et en 1999, il était de 13,2 %.
Les retraités et les pré-retraités représentaient 32,7 % de la population en 2005 et 25,4 % en 1999.

## Culture locale et patrimoine

### Lieux et monuments
- Église Saint-Maixent de Lussac-les-Châteaux. Elle est inscrite à l'Inventaire général du patrimoine culturel[93].

#### Patrimoine civil
- Les ruines d'un château médiéval dont le pont-levis est inscrit comme monument historique depuis 1928.
- La grotte de la Marche qui est classée comme Monument historique depuis 1970, grotte des Fadets.
- L'Ermitage, inscrit comme Monument historique depuis 1929.
- Le musée municipal de la Préhistoire Raymond-Touchard. Le musée est logé dans un bâtiment appelé le "Grand logis Renaissance", situé rue Saint-Michel. Les Rochechouart de Mortemart qui avaient hérité du vieux château le laissèrent à l'abandon et utilisèrent les matériaux pour construire à l'intérieur des remparts, près de l'église, une demeure de style Renaissance. De cette demeure, seul reste le grand logis, quoique défiguré. Dans une cour, il est possible de voir encore sa tour ronde aux étroites fenêtres, l'escalier de bois et sa galerie Louis XIII. Le musée présente sur 360 m2 d'exposition permanente, des pierres gravées magdaléniennes, du mobilier préhistorique, des outils, des éléments de parure, des ossements qui ont été découverts dans les grottes ou abris de la région. Les collections de ce musée qui a l'appellation Musée de France sont présentées sur cinq espaces muséographiques : les découvreurs ; l'environnement au Paléolithique ; les sites et leur mobilier archéologique ; le mode de vie des hommes de Bois-Ragot; l'homme et l'art. 14 sites préhistoriques ont été recensés dans la commune de Lussac-les-Châteaux. De nombreux artéfacts ont aussi été découverts isolément. Le musée présente 7 de ces sites, couvrant une période allant de -80 000 ans à -10 000 ans. Il est possible ainsi d'y admirer les premières représentations naturalistes et réalistes d'humains ainsi que des animaux ou des motifs abstraits datés de - 14 600 ans. Les gravures sont contemporaines de la fresque d'Angles-sur-Anglin avec laquelle elles présentent d'étonnantes similitudes. Elles sont contemporaines des peintures des grottes de Lascaux. Le musée propose aussi des expositions temporaires, des animations pour les plus jeunes, des visites commentées. Le musée propose un parcours extérieur : des totems sont placés devant les sites archéologiques permettant ainsi aux visiteurs de voyager au cœur du Paléolithique.

#### Patrimoine naturel
11 sites sont classés zones naturelles d'intérêt écologique, faunistique et floristique (ZNIEFF) et couvrent 17 % du territoire communal :
- la forêt de Lussac[94],
- forêt et pelouses de Lussac[95]
- les Buttes de la Bastière[96],
- le coteau des Grands Moulins[97],
- le coteau de L'Arrault[98],
- le coteau de la Barbotterie[99],
- l'étang de L'Hermitage[100],
- La Roche[101]
- le Vallon de Chantegros[102],
- la grotte de Font Serin[103],
- Le Ribalon[104],
- La Borlière[105].

Le bois de L'Hospice, l'étang de Beaufour et leurs environs sont classés comme zone importante pour la conservation des oiseaux (ZICO) selon la Directive oiseaux, qui assure la protection des oiseaux sauvages et de leurs biotopes.
Les forêt et pelouses de Lussac-les-Châteaux sont classées comme zone spéciale de conservation (ZSC) selon la Directive habitats. Elles couvrent 24 % du territoire. Ces espaces représentent 2 % de la surface communale[Passage contradictoire][réf. nécessaire].
La commune inclut aussi quatre « espaces protégés et gérés » : Coteau de la Léproserie, La Garenne, La Croix de l'Age de Boué et Coteau des Grands moulins.

##### Arbres remarquables
Selon l'Inventaire des arbres remarquables de Poitou-Charentes, il y a un arbre remarquable sur la commune : un châtaignier commun situé au lieu-dit Mauvillant.

##### La forêt de Lussac
La forêt de Lussac est un massif forestier de près de 500 hectares qui occupe un plateau dont l’altitude voisine entre 120 à 140 m. C’est une zone classée d’intérêt écologique, faunistique et floristique (ZNIEFF). Elle est située sur les communes de Civaux et de Lussac-les-Châteaux. Elle est parcourue, en son centre, par un vallon au modelé modeste. C’est le vallon de Pérofin,.
La forêt de Lussac domine la rive gauche de la vallée de la Vienne de près de 70 mètres. Ses versants pentus  forment localement des escarpements. Les sols du plateau, issus du remaniement d’argiles déposées au Tertiaire, sont profonds, acides et hydromorphes. Ils sont couramment dénommés « bornais ». Ils sont recouverts par une chênaie sessiliflore où le Hêtre apparaît de façon diffuse. Sur les pentes où affleurent les calcaires dolomitiques du Jurassique, la chênaie-charmaie domine. Au niveau des escarpements où le sol est le plus superficiel, la chênaie pubescente thermophile s’est largement installée.
Dans l’angle nord-est de la forêt, le secteur des Grandes Brandes abrite plus de 500 excavations qui sont le témoignage de l’ancienne exploitation de pierre meulière. Ces excavations forment, de nos jours, des mares qui sont entourées de lambeaux de lande haute à Bruyère à balais en voie de boisement.
La forêt de Lussac offre, grâce à la diversité de ses milieux forestiers et à l’originalité de certains de ses habitats (mares des Grandes Brandes, notamment), une grande richesse biologique qui a justifié son classement.
La forêt de Lussac héberge une riche communauté de rapaces forestiers menacés en Europe. Elle abrite également plusieurs passereaux forestiers et landicoles rares comme le Gros-bec casse-noyaux ou la Fauvette pitchou. Il est donc possible de découvrir :
- Bondrée apivore.
- Bouvreuil pivoine.
- Bruant des roseaux.
- Busard cendré.
- Busard Saint-Martin. C'est un élégant rapace gris pâle des landes et des forêts ouvertes ;
- Faucon hobereau.
- Fauvette pitchou.
- Gros-bec casse-noyaux.
- Locustelle tachetée.
- Mésange huppée.
- Milan noir.
- Pouillot siffleur.
- Râle d'eau.

Les mares des Grandes Brandes constituent un site de reproduction important pour de nombreux amphibiens menacés : on y observe notamment la présence de deux grandes espèces de tritons – le Triton crêté et le Triton marbré - accompagnés ici de leur hybride, le Triton de Blasius, ainsi que plusieurs espèces globalement rares en région Poitou-Charentes comme le Crapaud calamite, la Grenouille de Lesson, la Rainette verte, le Pélodyte ponctué.
La zone est aussi très riche en plantes protégées. Dans le vallon, se localisent de grandes raretés comme le Lis martagon qui est, ici, tout proche de sa limite nord-occidentale en France. On trouve, aussi, la Laîche ombreuse. C'est son unique habitat dans le département de la Vienne. Sur le plateau, la plante la  plus remarquable est la Calamagrostide faux roseau. C'est une graminée montagnarde qui n’existe pas dans un autre endroit de la région Poitou-Charentes. Le pourtour des mares aux eaux pauvres en substances nutritives abrite également une flore rare et spécialisée, où se remarque surtout la Pilulaire à globules, une petite fougère semi-aquatique aux curieuses fructifications en forme de noisettes.
- Calamagrostide faux roseau.
- Canche sétacée.
- Cicendie naine.
- Corydale à bulbe plein.
- Hêtre d’Europe.
- Laîche des montagnes.
- Laîche ombreuse. Cette plante fait l’objet d’une protection au niveau national.
- Laîche puce.
- Lis martagon. C'est une Liliacée. Sa tige est haute jusqu’à 1,5 mètre. Elle s’orne d’une grappe de grandes fleurs rose violacé ponctuées de pourpre et qui penchent vers le sol. Elle possède en effet un tempérament montagnard qui lui fait éviter presque totalement les plaines atlantiques où elle ne peut subsister que dans des stations au microclimat particulier. Cette plante fait l’objet d’une protection au niveau national.
- Marguerite en corymbe.
- Orpin rougeâtre.
- Pissenlit des marais.
- Porcelle à feuilles tachetées. Cette plante fait l’objet d’une protection au niveau national.
- Scille à deux feuilles. C'est une Liliacée bulbeuse de taille modeste car elle n'est haute que de 10 à 25 cm. Elle possède de petites fleurs bleues disposées en grappes lâches.
- Vesce de Poméranie. Cette Vesce fait l’objet d’une protection au niveau national[94],[95].

##### Coteaux des Grands Moulins
Les coteaux des Grands Moulins sont situés en périphérie nord de l’agglomération de Lussac-les-Châteaux. Ce sont deux coteaux arides qui surplombent un ruisselet temporaire, affluent du ruisseau des Grands Moulins. Les coteaux sont situés dans la seule zone d’affleurement de calcaires dolomitiques du Poitou. Leurs versants sont relativement pentus et orientés au sud et au sud-ouest. Ils sont recouverts de groies dolomitiques, un substrat sablo-calcaire d’une grande aridité et pauvre en nutriments.
Ces terres ingrates ont été colonisées par une pelouse calcicole xérophile qui cède la place au sommet des coteaux, à une chênaie pubescente à Buis.
Le site est connu des botanistes poitevins depuis la fin du XIXe siècle.
Depuis 1989, des dégradations ont été occasionnées par la réalisation d’un enclos de chasse à sangliers et à lapins. Toutefois, la pelouse a conservé une grande partie de sa flore originale, même si plusieurs plantes ont vu leur population se réduire fortement. Avec 11 espèces rares ou menacées, les sites continuent à présenter un grand intérêt botanique qui justifie leur classement. D’autant plus, que le site est l’unique station en Poitou-Charentes de l’Alysson des montagnes, une petite crucifère à fleurs jaunes, répandue dans la moitié orientale de la France mais très rare dans l’Ouest. Avec une quinzaine de pieds fleuris seulement (recensement de  2008), contre 300 il y a une vingtaine d’années, cette espèce est une de celles qui ont le plus souffert de la surpopulation de sangliers et de lapins générée par la création de l’enclos. La Sabline des chaumes est un autre végétal précieux du site. Il s’agit d’une des rares plantes endémiques de France. Elle n’a pu être recensée en Poitou que dans quelques sites très disséminés. Elle semble, contrairement à l’Alysson des montagnes, avoir profité de l’érosion de la pelouse xérophile calcicole par les animaux. Ses effectifs sont, de nos jours, encore florissants. L’Ophrys d’Argenson est également présent mais elle est peu abondante.
Ces espèces précieuses sont accompagnées de tout un cortège de plantes typiques des pelouses calcicoles arides, d’affinités méridionales pour la plupart, et dont plusieurs sont rares en Poitou et localisées uniquement que dans quelques sites. Il s’agit de la Renoncule à feuilles de graminée, du Thésion divariqué, de la Trinie glauque, du Bugle de Genève, de la Hutchinsie des rochers, de l’Inule des montagnes, de la Laîche humble et du Lis martagon.

##### Les Buttes de la Bastière
Les Buttes de la Bastière correspondent à une zone d’affleurement de calcaire dolomitique. Sillars, Lussac-les-Châteaux et Verrières (Vienne) sont les seules communes de toute la Région Poitou-Charentes à posséder de tels gisements. Il s’agit de deux buttes-témoins ancrées sur des bancs rocheux qui ont résisté à l’érosion. Les versants sont en pente douce et ils sont couverts de pelouses sèches. Le site est connu des botanistes depuis la fin du XIXe siècle. Il est classé en 1985. Toutefois, ce classement n’a pas permis de le  protéger totalement des interventions humaines : arasement de la butte nord-est pour l’exploitation des sables, plantations de résineux, aménagement d’un chemin d’exploitation entaillant le flanc sud-ouest, drainage de la petite zone humide qui séparait la butte des Roches de la Bastière des suivantes. Ces interventions ont imposé une révision de la superficie de la zone protégée qui a donc fortement diminué.
Par ailleurs, les conséquences sur l’avifaune ont été désastreuses. En effet, au début des années 1980, des inventaires ornithologiques avaient mis en évidence la présence de cinq espèces d’oiseaux protégés en France : l’Outarde canepetière et l’ Œdicnème criard qui nichaient sur la zone ; deux passereaux le Pipit rousseline et le Traquet motteux qui vivent dans des  milieux secs et ouverts. Ces espèces ont disparu de nos jours, ainsi que Bruant des roseaux.
Toutefois, le maintien actuel de son classement se justifie par la présence de sept plantes rares : l’Anémone pulsatille, le Bugle de Genève, l’Hutchinsie des rochers, l’Ophrys sillonné, la Phalangère rameuse, la Renoncule à feuilles de graminée et la Sabline des chaumes. En revanche, l’Orchis élevé n’a plus été recensé depuis le drainage de la zone humide et est peut-être disparu.

##### Les Coteaux de l’Arrault et de la Barbotterie
À l’ouest de Lussac, un plateau de calcaires dolomitiques s’étend largement de part et d’autre de la route départementale D727 qui relie Lussac à Montmorillon. Ce plateau est limité par la vallée de la Vienne qu’il domine d’une cinquantaine de mètres. Surplombant le cours de l’Arrault, un petit affluent de la Vienne, une série de coteaux arides plus ou moins pentus, orientés majoritairement au sud-ouest, marque cette rupture. Ce sont les coteaux de l’Arrault et de la Barbotterie. Leur sol est constitué d’un sable dolomitique formé par l’altération des couches de calcaire Bajocien. Ce substrat est très filtrant et sujet à une sécheresse estivale intense. Il est, donc, impropre aux cultures intensives et a été, de ce fait, le domaine d’un pâturage exploité par des moutons. Les pelouses xérophiles qui en occupent une grande partie présentent un intérêt botanique remarquable qui justifie le classement en ZNIEFF,.
Ce secteur n’est, toutefois, pas le plus riche de toutes les pelouses dolomitiques – certains des éléments les plus rares manquent, comme l’ Alysson des montagnes que l’on trouve sur le Coteau des Grands Moulins situé à moins d’un kilomètre à l’est. Cependant, il abrite cinq plantes rares ou menacées qui lui confèrent un fort intérêt patrimonial. La plante la plus prestigieuse de ces coteaux est sans conteste la Sabline des chaumes. C’est une petite Caryophyllacée annuelle à fleurs blanches qui est endémique en France. Elle est inféodée aux pelouses calcicoles arides et rases. Elle bénéficie d’une protection officielle sur l’ensemble du territoire français. L’espèce est abondante sur ce site où elle colonise volontiers les lésions et trouées de la pelouse occasionnées par les nombreux lapins. Elle est accompagnée par un cortège de plantes propres aux pelouses calcicoles arides, parmi lesquelles figurent plusieurs espèces à répartition très localisée en région Poitou-Charentes. C’est le cas de la Renoncule à feuilles de graminée et de la Laîche humble, deux plantes strictement liées à ce type de milieu. La Coronille queue-de-scorpion, quant à elle, est une petite plante annuelle qui était, autrefois, surtout fréquente dans les moissons sur sol calcaire. Elle est devenue rarissime de nos jours, comme tant de messicoles victimes de l’intensification de l’agriculture. La Bugle de Genève, assez commune dans les environs de Lussac, est également une plante très rare en région Poitou-Charentes. La faune de ce site n’a pas été répertoriée (en 2008),.

##### L'étang de l'Hermitage
L’étang de l’Hermitage est  situé aux portes mêmes de Lussac. Son existence est très ancienne. Sa création sur le ruisseau de l’Hermitage remonterait à 1492.
Vers le Nord, l’étang est bordé de coteaux couverts à l’origine de pelouses sèches. À l’Ouest, il est délimité  par une falaise où s’ouvre la grotte préhistorique de la Marche. Malgré d’importantes dégradations occasionnées au milieu naturel en 1978 lors de la réalisation d’une base nautique et d’aménagements destinés à la pêche (destruction d’une grande partie des îles flottantes boisées de l’étang, épandage des boues de curage sur les pelouses dolomitiques situées au nord), le site a conservé une partie de son intérêt biologique qui a pu justifier son classement grâce, notamment, à deux habitats très originaux : une aulnaie marécageuse flottante et des restes de pelouses arides bordant le nord de l’étang.
La constitution de l’aulnaie a demandé des siècles d’évolution. Elle s’est faite à partir d’herbiers aquatiques initiaux. Elle est de nos jours, un des très rares exemples de ce type de milieu en Poitou. Sur des radeaux flottants occupés par l’aulnaie, la strate herbacée présente une importante colonie de Thélyptéris des marais, une fougère rare dans tout le Poitou et qui est localisée en général dans ces forêts marécageuses.
Les reliques de pelouses arides sont situées sur des sols calcaires sableux dolomitiques. Elles abritent une flore singulière dont certaines espèces se localisent strictement – au moins dans le département de la Vienne – à ces affleurements géologiques particuliers. Sept plantes rares ou menacées sont présentes sur le site. La Sabline des chaumes est l’une d’entre elles. C’est une espèce endémique française très rare qui est, donc, protégée sur l’ensemble du territoire français. La Renoncule à feuilles de graminée, une plante aussi rare, est protégée, quant à elle, en région Poitou-Charentes. D’autres plantes rares sont présentes sur ce site alors qu’elles sont inconnues dans les autres sites locaux de sables dolomitiques : c’est le cas de la Campanule à petites fleurs.

##### Le site «La Roche»
Le site est un plateau karstique de calcaires. Il est enserré dans le méandre d’une vallée sèche, bordé au sud par la résurgence et la grotte de Font-Serin et au nord par la résurgence de la Roche dont le ruisseau alimente l’étang de l’Hermitage. Le site se compose d’habitats très contrastés : un pré-bois composé de chênes pubescents et de buis, une pelouse calcicole aride sur le plateau calcaire et, en contrebas, une zone plus ou moins marécageuse.
Au sein des clairières du pré-bois, le sol superficiel est à réserve hydrique très faible. Il est, de ce fait, colonisé par des pelouses xéro-thermophiles qui accueillent des plantes à affinités méditerranéennes ou sud-européennes. On y trouve ainsi, l’Hélianthème des Apennins, l’Ophrys sillonné, la Renoncule à feuilles de graminée (une renoncule aux feuilles entières linéaires-lancéolées, rare en France et typique des pelouses sur calcaires dolomitiques des  environs de Lussac), ou la Cardoncelle.
En contraste total avec l’ambiance méridionale du plateau, le petit marais qui borde la résurgence de la Roche offre un cortège floristique radicalement différent mais abrite également plusieurs plantes rares. Plusieurs orchidées de prairies humides sont présentes: l’Orchis à fleurs lâches, l’Orchis grenouille et l’Orchis incarnat, ces deux dernières autrefois assez répandues mais aujourd’hui fortement raréfiées avec la disparition de leurs biotopes sous les effets conjugués de l’assèchement, du drainage et de l’intensification agricole. On y découvre, aussi, l’Ophioglosse: c’est une fougère dont l’étymologie qui signifie "langue de serpent" évoque la curieuse forme de sa fronde.
Cette richesse floristique a justifié le classement du site.
Au sein de la faune, seuls les oiseaux ont fait l’objet d’un inventaire détaillé : celui-ci a mis en évidence la présence du Grèbe castagneux, un oiseau aquatique dont les effectifs nicheurs dans le département de la Vienne sont peu importants.

##### Le Vallon de Chantegros
Le Vallon de Chantegros est situé à moins de 2 km. La zone qui a été classée, englobe la partie avale de ce vallon calcaire. Il est orienté ouest/est et il s’ouvre sur la vallée de la Vienne. Le vallon avec ses pentes assez fortes, avec la présence d’un ruisseau qui coule au fond du thalweg, ont permis la création d'un microclimat qui est caractérisé par la fraîcheur et l’humidité. Ce microclimat a favorisé le développement d’une riche végétation forestière qui couvre l’essentiel des pentes : des Aulnes et des Frênes sur les rives du ruisseau des Âges ; des frênes et des Buis sur les pentes les plus raides ; des chênes et des charmes dans les terrains bien alimentés en eau. Sous la voûte des chênes pédonculés, des tilleuls, des sorbier (arbre) et des érables, la flore forestière est très diversifiée. En effet, elle associe des espèces de tempérament plutôt mésophile, telles que l’Ornithogale des Pyrénées ou la Petite pervenche, à des plantes requérant un degré hygrométrique élevé et/ou une certaine hydromorphie du sol associés à une lumière très atténuée, comme certaines fougères (pas moins de 12 espèces recensées) ou la curieuse Lathrée clandestine.
Mais ce qui a justifié la protection de ce site, c’est la présence de plusieurs plantes communes dans les moyennes montagnes du Massif central, voire des Alpes ou des Pyrénées, mais très rares dans les plaines atlantiques. Leur présence a été rendu possible grâce au microclimat du vallon. On peut découvrir ainsi le Lis martagon,  plusieurs des fougères telles que le Cystopteris fragilis, une petite espèce des rochers humides, commune dans tout le Massif central, mais rarissime en Poitou-Charentes, la Primevère élevée et la Scille à 2 feuilles, qui sont deux espèces répandues surtout dans le centre et l’est de la France mais qui deviennent très rares vers l’ouest. La présence d’individus isolés de Hêtre, essence typiquement montagnarde, annonce enfin déjà les collines et les basses montagnes du Limousin où cet arbre est répandu.

##### La grotte de Font Serin
La grotte de Font Serin est située sur la commune de Lussac-les-Châteaux. Elle est classée comme zone d’intérêt écologique, faunistique et floristique. Elle est située sur le flanc d’un escarpement calcaire bordant une petite vallée sèche qui débouche sur l’étang de l’Hermitage. La grotte abrite une forte colonie de chauves-souris qui en ont fait, durant les années 1950-1960, l’un des sites les plus importants de l’ouest de la France.
Toutefois, depuis cette période, la cavité a subi des modifications thermiques importantes. Elles sont dues, notamment, à la création d’une ouverture supplémentaire par les spéléologues. En outre, la grotte est aussi devenue un terrain que fréquentent plusieurs centres de loisirs. Cette surfréquentation humaine a fait fuir les colonies de Grand Murin, de Minioptère de Schreibers et, surtout, de Rhinolophe euryale. Il ne subsiste, de nos jours, qu’une petite population hivernante. Cette population est, néanmoins, très diversifiée : elle regroupe une dizaine d’espèces différentes qui font toutes l’objet d’une protection au niveau national : le Grand murin, le Grand rhinolophe, le Minioptère de Schreibers, le Murin à moustaches, le Murin à oreilles échancrées, le Murin de Bechstein, le Murin de Daubenton, le Murin de Natterer, l'Oreillard roux, le Petit rhinolophe et le Rhinolophe euryale.
Le Rhinolophe euryale est une espèce typiquement méditerranéenne des régions chaudes de plaine mais qui supporte aussi le climat océanique que l’on rencontre dans le département de la Vienne. C’est une espèce très sociable. En hiver, elle hiberne dans de profondes cavités naturelles dont la température et l’hygrométrie, oscillent respectivement entre 7 et 15 °C et 95 et 100 % d’humidité. En été, l’espèce est essentiellement cavernicole même si exceptionnellement, il est possible d'en découvrir dans des vieilles granges.
Le Rhinolophe euryale a connu un déclin dramatique au cours des dernières décennies et a d’ores et déjà disparu de plusieurs régions françaises. Sur ses sites d’hibernation, l’espèce est très sensible aux dérangements ; et l’extension croissante des monocultures intensives ayant souvent recours à des épandages de pesticides toxiques, affecte profondément ses zones de chasse. Disparition de sa nourriture, empoisonnement par les pesticides, dérangement de ses sites de reproduction, expliquent sa quasi-disparition et la nécessité de protéger non seulement l'espèce mais aussi les zones où elle vit.

##### Les pelouses du Ribalon
Le site est localisé à quelques kilomètres à l’est de Lussac-les-Châteaux. Il intègre un petit ensemble de pelouses sèches établies sur des affleurements de sables et de rochers dolomitiques surplombant une vallée sèche. Elles abritent une flore originale, adaptée aux contraintes spécifiques de ce sol à la fois sableux, calcaire et très sec.
Actuellement pâturée par les ovins, la pelouse subit un surpâturage au printemps qui nuit à la reproduction de beaucoup d’espèces végétales tout en maintenant son caractère ras et ouvert et en évitant sa colonisation par des arbustes pionniers. Par ailleurs, une exploitation des sables dolomitiques reste toujours possible.
Malgré ces menaces et en dépit d’une superficie réduite, les pelouses du Ribalon accueillent une grande partie des espèces végétales inféodées aux sables dolomitiques et, notamment, plusieurs plantes d’une grande rareté en Poitou. Ceci a justifié la classement du site.
Les deux éléments floristiques les plus précieux du site sont :
- La Sabline des chaumes. C’est une espèce endémique du territoire français. Elle bénéficie d’une protection officielle au niveau national. Cette petite Caryophyllacée aux fleurs d’un blanc de lait s’épanouissant au printemps est strictement liée aux faciès les plus ras des pelouses calcicoles : tonsures et zones d’affleurement de dalles rocheuses où l’épaisseur du sol ne dépasse pas quelques millimètres et où la plante n’a à craindre la concurrence que des seuls mousses et lichens. En France, la Sabline des chaumes n’existe que sur les causses et pelouses calcicoles de la bordure sud-occidentale du Massif central d’où elle parvient jusque dans les départements de la Vienne et de l’Indre qui constituent sa limite nord de distribution. En Poitou, l’espèce est rare ou très rare.
- La Renoncule à feuilles de graminée. C’est une Renonculacée qui est dotée - à l’encontre de la plupart des membres du genre - de feuilles linéaires entières et non lobées. On la trouve normalement dans la moitié méridionale de la France. En Vienne, cette espèce est strictement localisée aux pelouses dolomitiques des environs de Lussac où ses populations, comme ici au Ribalon, peuvent être localement abondantes[104].

##### Les pelouses de la Borlière
Le site se trouve à quelques kilomètres à l’est de Lussac-les-Châteaux. Comme pour le site du Ribalon (situé en vis-à-vis, de l’autre côté de la route départementale D727), il intègre un petit ensemble disjoint de trois pelouses sèches établies sur des affleurements de sables et de rochers dolomitiques surplombant une vallée sèche et séparées par des champs cultivés.
Ce sont des pelouses calcicoles qui abritent une flore originale, adaptée aux contraintes spécifiques de ce substrat à la fois sableux, calcaire et très sec. Malgré leur surface réduite et l’abandon du pâturage ovin qui permettait autrefois de freiner la colonisation arbustive, les pelouses de la Borlière abritent encore de nombreuses plantes caractéristiques des calcaires dolomitiques qui justifient son classement. L’élément floristique le plus précieux du site est la présence d’une importante population de Sabline des chaumes. L’Anémone pulsatille est l’autre plante remarquable des pelouses de la Borliere. C’est une renonculacée qui est entièrement couverte de poils grisâtres. Elle développe au printemps une grande fleur solitaire rougeâtre ou violacée, légèrement penchée. Cette espèce est présente uniquement et presque exclusivement sur les pelouses sèches de la région de Lussac-les-Châteaux dont elle constitue l’emblème botanique le plus spectaculaire. Malheureusement victime de la disparition de son habitat et de cueillettes excessives, l’anémone est aujourd’hui en voie d’extinction.

### Personnalités liées à la commune
- Naissance de Madame de Montespan (1640-1707), favorite de Louis XIV, 1638-1715.
- John Chandos, personnage de la Guerre de Cent Ans fut attaqué près du pont de Lussac, avant de mourir à Valdivienne.

### Héraldique
| Blason | Blasonnement : Parti d'argent à un sablier de d'azur et de gueules à un chêne de sinople fruité d'argent. |